# 富蘭克林帕克 (新澤西州)
富蘭克林帕克（英語：Franklin Park）是位於美國新澤西州米德爾塞克斯縣及薩默塞特縣的普查規定居民點。

## 人口
根據2020年美國人口普查的數據，富蘭克林帕克的面積為6.750平方千米，當中陸地面積為6.746平方千米，而水域面積為0.004平方千米。當地共有人口13430人，而人口密度為每平方千米1,989.63人。